# Sturmpanzer IV
De Sd.Kfz. 166 Sturmpanzer IV, ook bekend als Sturmpanzer 43, was een gewapende infanterie ondersteunend voertuig gebaseerd op het onderstel van de Panzerkampfwagen IV. De bijnaam van de Sturmpanzer IV, Brummbär oftewel brombeer, werd niet door de Duitsers zelf gebruikt maar door de geallieerden. De Duitse (bij)naam was "Stupa", een samenvoeging van de term Sturmpanzer.

## Productie

### Eerste versie
De eerste versie werd geproduceerd vanaf april 1943 en was gebaseerd op het onderstel van de Panzerkampfwagen IV Ausf. G.

### Tweede versie
De tweede versie werd geproduceerd vanaf december 1943 en was gebaseerd op het onderstel van de Panzerkampfwagen IV Ausf. H. De bepantsering werd verhoogd.

### Derde versie
De derde versie bevatte een nieuwere versie van het 15cm-kanon. Het lichtere StuH 43/1 werd gebruikt.

### Vierde versie
De vierde versie werd geproduceerd in begin 1944 en was gebaseerd op het onderstel van de Panzerkampfwagen IV Ausf. J.